# ويليام توماس والش
ويليام توماس والش (بالإنجليزية: William Thomas Walsh)‏ هو شاعر أمريكي، ولد في 11 سبتمبر 1891، وتوفي في 22 يناير 1949.